# Ключи Царства Небесного

Ключи Царства Небесного на папском гербе вставлены в узел для ношения. Скрещённые ключи в гербе Святейшего Престола символизируют ключи от Царства Небесного, доверенные святому Петру. Ключи выполнены из золота и серебра. Золотой ключ указывает на власть на небесах, серебряный ключ — на духовную власть папы римского на земле. Шнур указывает на тесную связь между ними. Тройная корона (тиара) представляет тройную функцию папы римского как «верховного пастыря», «верховного учителя» и «верховного священника». Золотой крест, венчающий тиару, символизирует главенство Иисуса Христа

Ключи́ Ца́рства Небе́сного (лат. Claves Regni Caelorum) в католичестве — атрибут апостола Петра, первого папы римского, символизирующий его власть в Церкви. Понятие происходит от слов Иисуса Христа, обращённых к Петру, после того, как тот признал его Мессией и Сыном Божьим: «И дам тебе ключи Царства Небесного: и что свяжешь на земле, то будет связано на небесах, и что разрешишь на земле, то будет разрешено на небесах» (Мф. 16:19).
«Ключи Царства» (или «ключи от небесного царства»), символизируют право открывать людям возможность «войти в царство Бога» (Мф. 16:19; Деян. 14:22), их Иисус дал апостолу Петру. Иными словами, Петру было дано право открывать другим знания о том, как верные служители Бога, получив святой дух, могут удостоиться чести войти в Царство Небесное.
Ключи Царства Небесного упоминаются в трудах Отцов Церкви и схоластиков. В живописи, иконописи, скульптуре, геральдике аллегорически олицетворяют апостола Петра, его власть (или власть права). Присутствуют в виде двух скрещённых ключей на гербах римских пап, Святого Престола, государства Ватикан. Другие названия: «ключи святого Петра», «небесные ключи», «ключи власти» и тому подобное.
С XVI века символическая пара ключей создаётся для каждого следующего папы римского и хоронится вместе с ним.

## Искусство

### В литературе
- Роман «Ключи от Царства» А. Кронина (1941)
- Трактат «Ключ царства небесного» Г. Смотрицкого (1587)

### В кино
- «Ключи от царства небесного» — фильм (1944) режиссёра Д. Стала

### В архитектуре
Общая схема базилики Святого Петра в Ватикане также имеет похожую форму, напоминающую о ключах, доверенных святому Петру.

Герб государства Ватикан
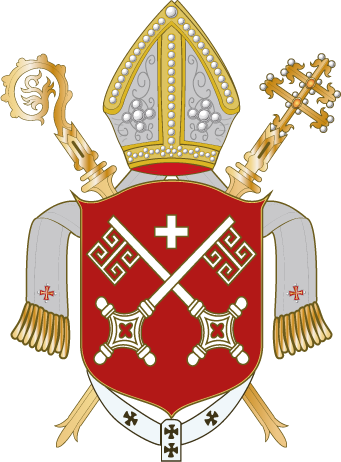
Бременское архиепископство
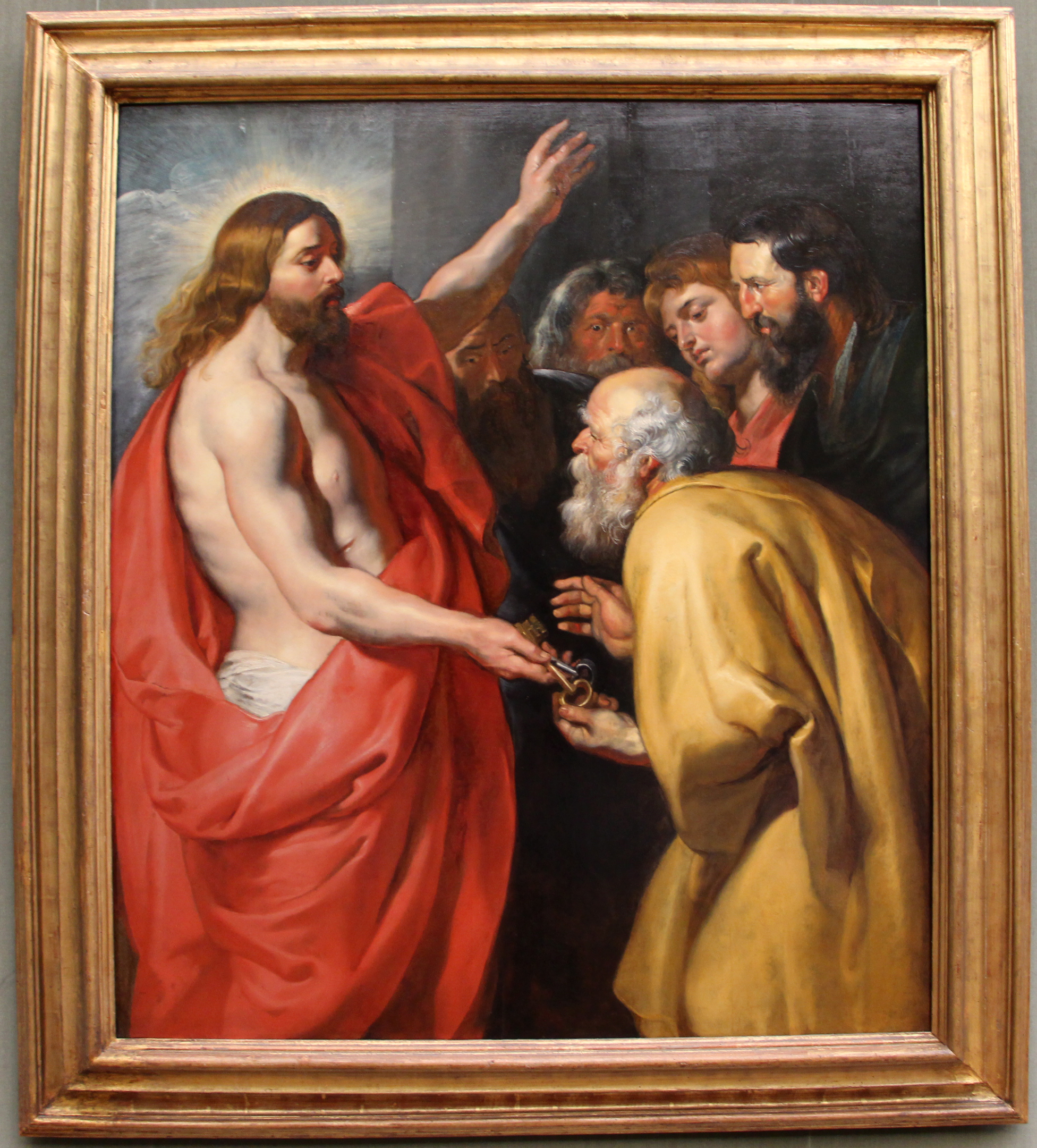
Иисус вручает ключи апостолу Петру на картине Рубенса
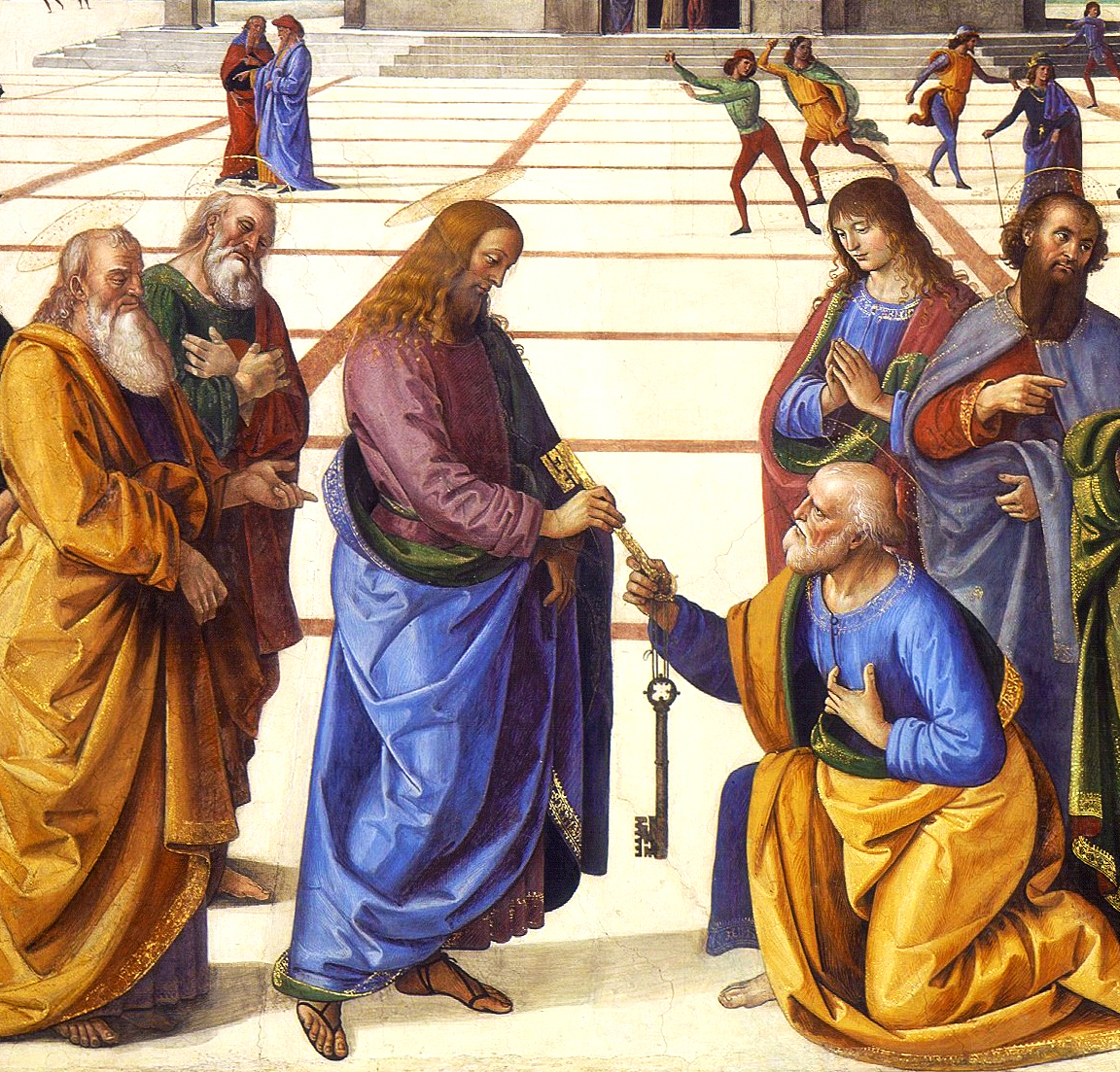
Иисус вручает ключи апостолу Петру
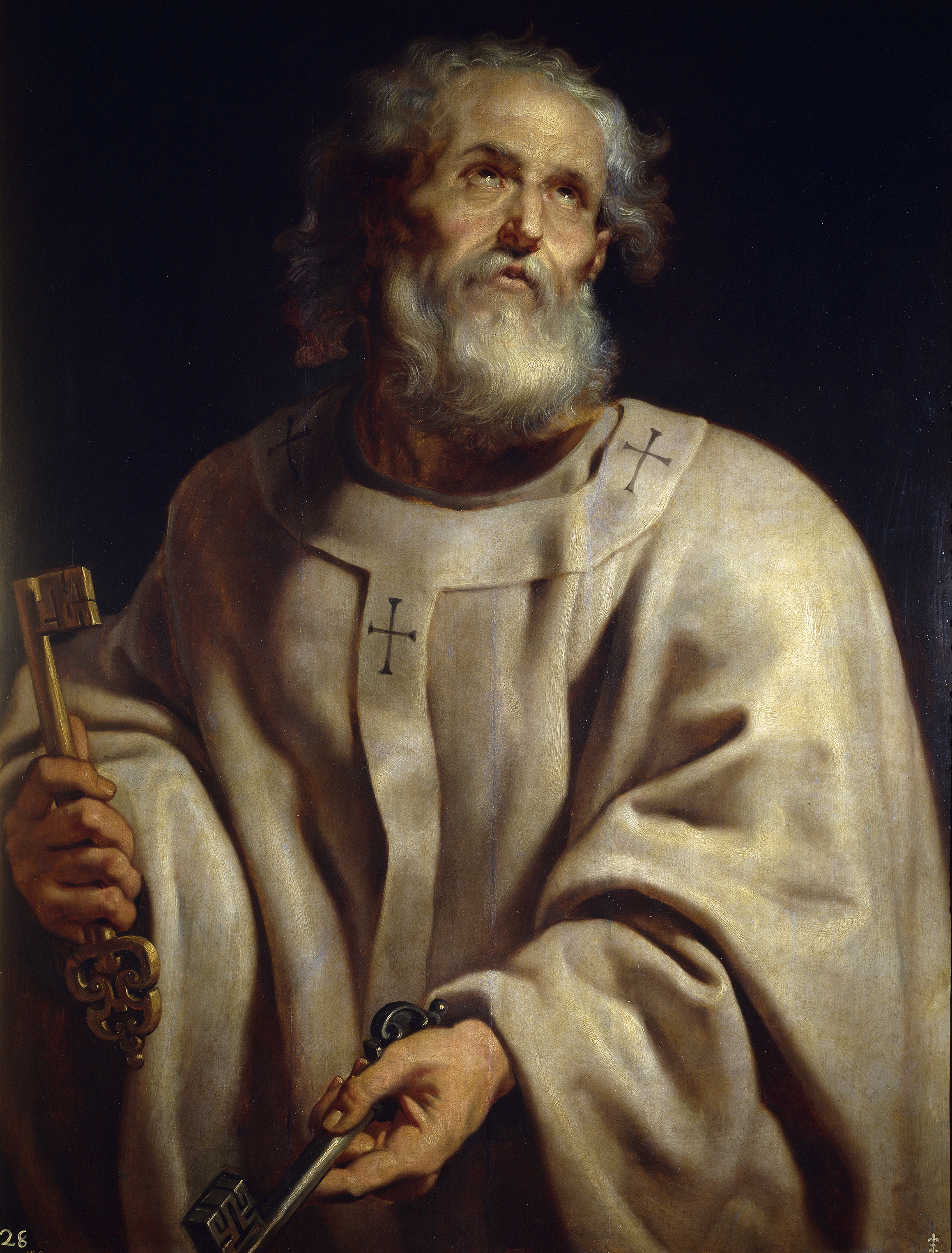
Апостол Пётр с ключами
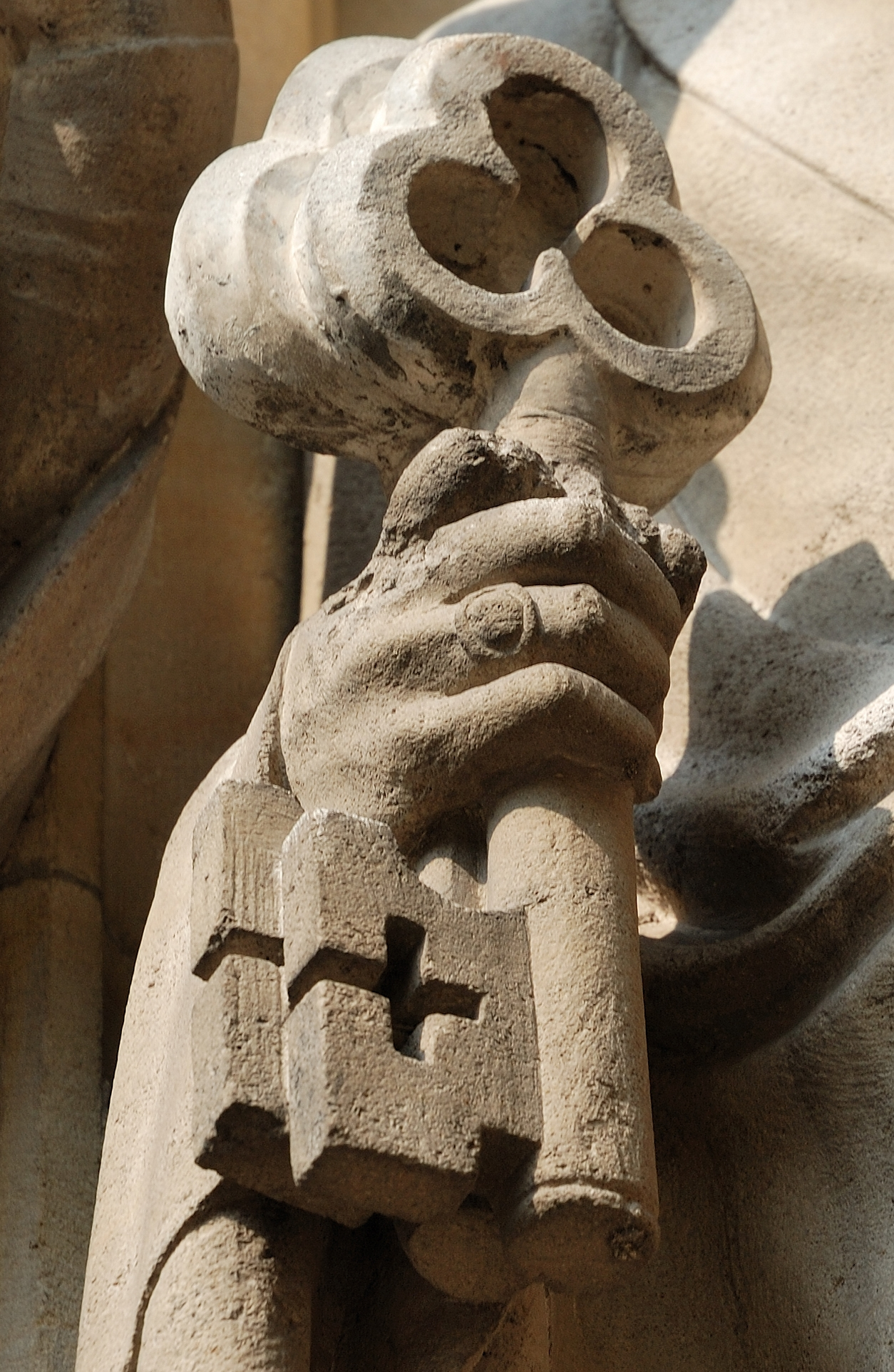
Фрагмент статуи св. Петра в Либфрауэнкирхе (Мюнстер)
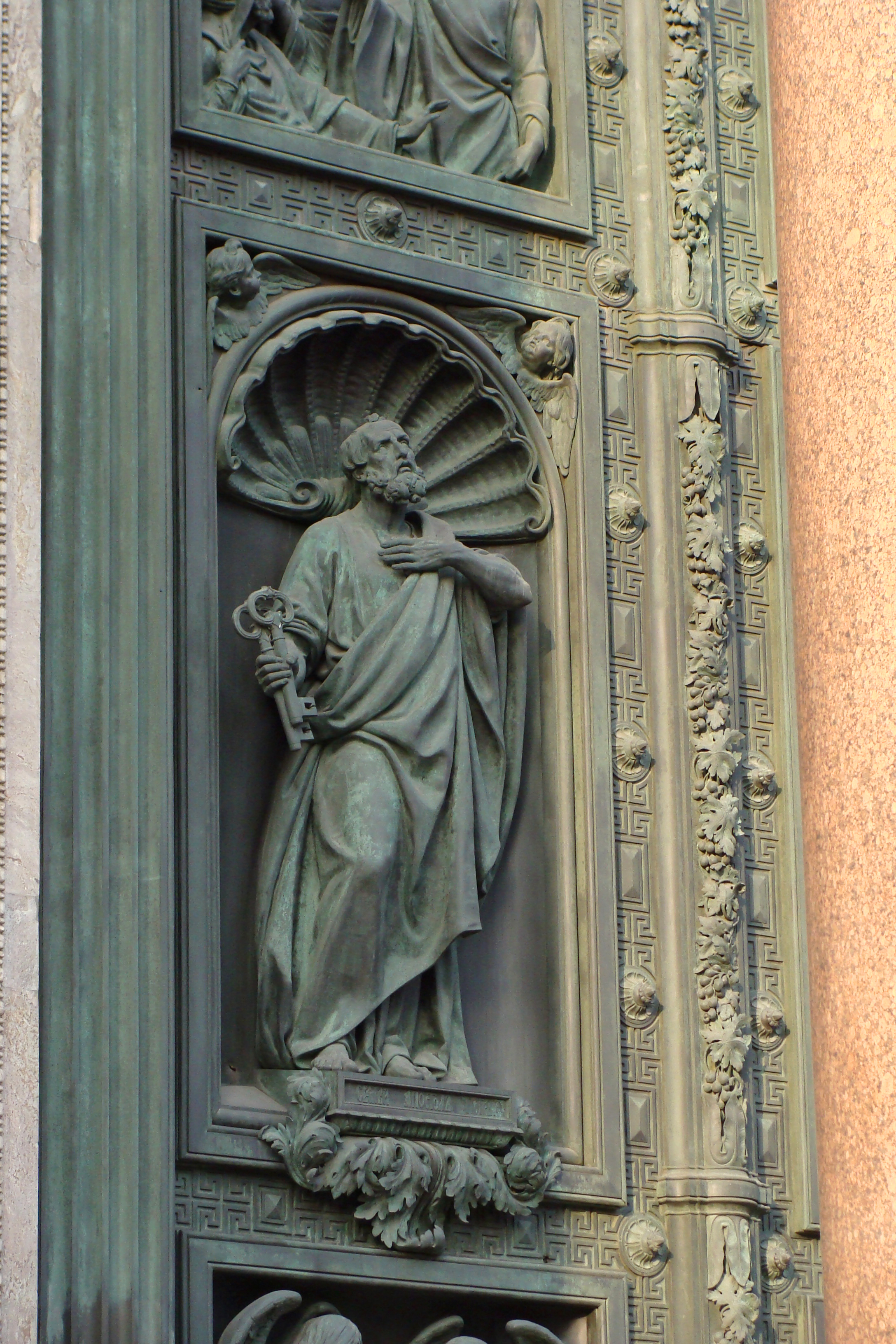
Ключи в руке апостола Петра на дверях Исаакиевского собора (Санкт-Петербург)